# Rezerwat przyrody Olszyna Źródliskowa pod Lubiechowem Dolnym
Rezerwat przyrody „Olszyna Źródliskowa pod Lubiechowem Dolnym” – leśny rezerwat przyrody o powierzchni 1,00 ha, w województwie zachodniopomorskim, w powiecie gryfińskim, w gminie Cedynia, w pobliżu zabudowań na północno-zachodnim skraju Lubiechowa Dolnego. Rezerwat położony jest na terenie Cedyńskiego Parku Krajobrazowego. Został utworzony zarządzeniem Ministra Leśnictwa i Przemysłu Drzewnego z dnia 23 stycznia 1973 roku.
Celem ochrony jest zachowanie przede wszystkim skrzypu olbrzymiego (Equisetum telmateia), rzadkiego gatunku występującego na Pomorzu Zachodnim, typowego przedstawiciela roślinności górskiego regla dolnego w źródliskach z klasy Montio-Cardaminetea, oraz zachowanie fragmentu zespołu leśnego – podgórskiego łęgu jesionowego na stanowiskach niżowych (Carci remotae-fraxinetum) i kwaśnej buczyny niżowej (Luzulo pilosae-Fagetum) z chronionymi roślinami nasiennymi (kruszczyk szerokolistny Epipactis helleborine, bluszcz pospolity Hedera helix, kalina koralowa Viburnum opulus) i mchami (mokradłosz kończysty Carielgonella cuspidata, dzióbkowiec Zetterstedta Eurhynchium anguistirete).
Nadzór: Nadleśnictwo Chojna.
W pobliżu zachodniej granicy rezerwatu prowadzi znakowany niebieski turystyczny Szlak Wzgórz Morenowych do pobliskiego rezerwatu przyrody „Bielinek”.
Według obowiązującego planu ochrony ustanowionego w 2007 roku (z późniejszymi zmianami), obszar rezerwatu objęty jest ochroną czynną.